# اورزای‌باش
اورزای‌باش (انگلیسی: Urzaybash) یک شهرک در شهرستان بوزدیاکسکی باشقیرستان کشور روسیه است.